# Aikton
Aikton – wieś i civil parish w Anglii, w Kumbrii, w dystrykcie (unitary authority) Cumberland. Leży 13 km na zachód od miasta Carlisle i 424 km na północny zachód od Londynu. W 2011 roku civil parish liczyła 467 mieszkańców.